# Joseph Rantz
Joseph „Joe“ Harry Rantz (* 31. März 1914 in Spokane, Washington; † 10. September 2007 in Redmond, Washington) war ein US-amerikanischer Ruderer.

## Leben

### Jugend bis 1935
Josephs Vater hatte eine Autowerkstatt in Spokane, seine Mutter war Klavierlehrerin. Die Mutter starb 1918 an Kehlkopfkrebs, worauf sein Vater für einige Zeit nach Kanada ging. Joseph lebte zuerst bei Verwandten, später zeitweilig bei seinem fünfzehn Jahre älteren Bruder, der in Pennsylvania studiert hatte, dann Schulinspektor in Idaho war, bis er als Chemielehrer nach Seattle zog. Nach der Rückkehr seines Vaters lebte Joseph meist bei seinem Vater und seinen Halbgeschwistern aus der zweiten Ehe des Vaters. Nach der Weltwirtschaftskrise zog sein Vater mit seiner Familie von der eigenen Farm in Sequim nach Seattle, Joseph blieb allein auf der Farm. 1931 zog er zu seinem Bruder und ging in Seattle auf die Roosevelt High School, die er 1932 abschloss. Dann arbeitete er ein Jahr, um Geld für sein Studium zu verdienen.
1933 begann Rantz sein Studium an der University of Washington und bewarb sich gleichzeitig um einen Platz im Freshmen-Achter der Washington Huskies, des Sportteams seiner Universität. Trainer für die Freshmen-Crew war Tom Bolles, der 1936 Cheftrainer in Harvard wurde. Für die älteren Ruderer war der Cheftrainer Al Ulbrickson Sr. verantwortlich, der Bootsbauer George Yeoman Pocock hatte seine Werkstatt in der Nähe des Bootshauses der Huskies. 1934 gewann das Freshmen-Boot der Huskies mit Herbert Morris, George Hunt und Joseph Rantz sowohl den Wettbewerb um die Pazifikmeisterschaften gegen das Boot der University of California, Berkeley als auch bei den US-Meisterschaften der Intercollegiate Rowing Association (IRA) auf dem Hudson River in Poughkeepsie. Die erste Mannschaft unterlag bei den IRA-Meisterschaften der Mannschaft aus Berkeley.
1935 gewinnen bei den Pazifikmeisterschaften alle drei Boote der Huskies gegen die Boote aus Kalifornien. Die Freshmen mit Schlagmann Donald Hume, Gordon Adam und John White, die Juniorenmannschaft mit Steuermann Robert Moch, Jim McMillin und Charles Day und als Erste Mannschaft die Freshmen des Vorjahres. Bei den IRA-Meisterschaften siegen die Freshmen mit Hume und die Junioren mit Rantz, die bei den Pazifikmeisterschaften noch als Erste Mannschaft gerudert waren. Die Crew um Robert Moch trat als Erste Mannschaft an und belegte den dritten Platz.

### Das Olympiajahr 1936
1936 stellt Ulbrickson seine neue Erste Mannschaft aus Ruderern der drei Boote des Vorjahres zusammen. Der Achter mit Herbert Morris, Charles Day, Gordon Adam, John White, Jim McMillin, George Hunt, Joseph Rantz, Donald Hume und Steuermann Robert Moch gewann am 18. April auf dem Lake Washington mit drei Längen Vorsprung auf Berkeley. Beide Boote waren von George Yeoman Pocock gebaut, die Husky Clipper war erst Ende März 1936 getauft worden. Ende Juni bei den IRA-Meisterschaften auf dem Hudson gewannen alle drei Boote aus Washington, die erste Mannschaft siegte erstmals seit zehn Jahren, damals noch mit Ulbrickson als Schlagmann.
Während die IRA-Meisterschaften über vier Meilen ausgetragen wurden, fand das Ausscheidungsrennen für die Olympischen Spiele in Berlin auf einer 2000-Meter-Strecke auf dem Lake Carnegie in Princeton statt. Im Finale ruderten die Boote aus Kalifornien, Washington, Pennsylvania und der New York Athletic Club. Washington siegte mit Bootslänge Vorsprung vor Penn und Berkeley. Nach der Qualifikation für Berlin brachte eine Spendenaktion im Staat Washington innerhalb von zwei Tagen das Fahrgeld nach Berlin zusammen, erster Spender war die Seattle Times. Die Überfahrt erfolgte auf der 1931 fertig gestellten S.S. Manhattan. Die Ruderwettbewerbe der Olympischen Spiele auf der Regattastrecke Berlin-Grünau fanden erst in der zweiten Woche der Spiele statt. Im Vorlauf am 12. August siegte der amerikanische Achter mit sechs Metern vor dem britischen Boot, die Europameister aus Ungarn und die Vizeeuropameister aus der Schweiz erreichten ebenfalls direkt das Finale. Über die Hoffnungsläufe am 13. August erreichten Briten, Deutsche und Italiener das Finale. Im Finale am 14. August fuhren Italiener und Deutsche auf den Bahnen 1 und 2, der Achter der USA auf Bahn 6, im Ziel lagen die amerikanischen Sieger, die zweitplatzierten Italiener und die Deutschen innerhalb einer Sekunde.

### Spätere Jahre
Bis auf Robert Moch, der sein Studium abgeschlossen hatte, trat die komplette Crew auch 1937 als Erste Mannschaft an und siegte erneut in Poughkeepsie. Morris Hunt und Rantz beendeten mit dem Rennen 1937 ihre aktive Laufbahn, die drei hatten in ihrer Laufbahn kein einziges offizielles Rennen verloren.
Joe Rantz beendete sein Post-Graduierten-Studium als Chemie-Ingenieur im Jahr 1939, genauso wie seine langjährige Freundin Joyce. Am Abend ihres gemeinsamen Abschlusstages heirateten sie. Sie bekamen fünf Kinder, Joyce starb 2002. Rantz begann seine berufliche Laufbahn in Kalifornien bei der Union Oil Company, wechselte dann während des Krieges zu Boeing nach Seattle zurück und war später bei Boeing auch mit Forschungsarbeiten für die NASA tätig.
Die Crew von 1936 traf sich häufig und alle zehn Jahre ruderten sie gemeinsam in der Husky Clipper, wobei der früh verstorbene Charles Day nur zweimal dabei war. 1986 ruderten die anderen letztmals gemeinsam. Die Husky Clipper hängt an der Decke des Speisesaals im Conibear Shellhouse der University of Washington, in dem sich jedes Jahr im Herbst die Erstsemester versammeln, die sich um einen Platz im Boot der Washington Huskies bewerben.